# Thymus atticus
{{#ifeq:0|0|{{#if:|{{#if:Thymusatticus|[[]}}|}}}}
Thymus atticus — вид рослин родини глухокропивові (Lamiaceae), поширений у Болгарії, Греції, Туреччині.

## Опис
Це невеликий чагарник з деревнистими стеблами до 15 см завдовжки. Листки довжиною від 12 до 20 мм і шириною ≈1 мм. Вони майже тьмяні, майже шкірясті, голі або війчасті біля основи. Суцвіття — щільні голови. Приквітки широко яйцеподібні і звужені в центрі, тьмяні, як правило, 9 мм довжиною і 3 мм шириною. Вони шкіряні, солом'яні, жилки чітко видно. Низ коротковолосковий. Чашечка має довжину від 5 до 7 мм і тонко волоскова. Вінчик білуватого або рожевого кольору.

## Поширення
Поширення: Болгарія, Греція, Туреччина.